# Melissa Bellucci
Melissa Bellucci (Pedaso, 8 febbraio 2001) è una calciatrice italiana, centrocampista del Napoli.

## Carriera

### Club
Bellucci si avvicina al calcio fin da giovanissima, tesserandosi con il Pedaso 1969, società del suo paese di residenza, nella provincia di Fermo, giocando con i maschietti nel campionato dei Giovanissimi Provinciali e mettendosi in luce tanto da attirare l'attenzione della FIGC.
Superata l'età massima prevista dalla federazione per giocare nelle formazioni miste, nel 2016 Bellucci decide di continuare l'attività agonistica con una squadra interamente femminile, sottoscrivendo un accordo con la E.D.P. Jesina, disputando la sua prima stagione in maglia biancorossa, sotto la guida tecnica del mister Emanuele Iencinella, nel Campionato Primavera, dove la sua squadra termina la sua corsa già alla fase a gironi, e venendo aggregata, pur continuando con la Primavera, alla prima squadra dalla stagione 2017-2018, debuttando in Serie B, secondo livello del campionato italiano femminile di calcio.
Durante la sessione estiva di calciomercato 2018, si trasferisce alla Juventus, giocando sia nella formazione Primavera, conquistando il Torneo di Viareggio, che venendo aggregata alla prima squadra che disputa la Serie A. Durante la sua prima stagione in bianconero matura 3 presenze in campionato più una in Coppa Italia, ripetendo la doppia presenza in rosa sia in Primavera che con la prima squadra la stagione 2019-2020, ripetendo il successo nel Torneo di Viareggio con la prima e, pur non maturando alcuna presenza, rimanendo in panchina a disposizione del tecnico Rita Guarino, sia in campionato che in campionato che in Supercoppa, siglando la sua prima rete in bianconero in Coppa Italia, nell'incontro degli ottavi di finale vinto per 8-0 sulle avversarie della Fortitudo Mozzecane. Nelle due stagioni passate alla Juventus condivide con le compagne della prima squadra la conquista dei due campionati 2018-2019 e 2019-2020, della Coppa Italia 2018-2019 e Supercoppa 2019.
Nell'estate 2020 la società decide di cederla, assieme alle compagne Margherita Brscic e Martina Toniolo, difensori, e l'attaccante Benedetta Glionna, tutte con la formula del prestito, all'Empoli. A disposizione del tecnico Alessandro Spugna, anche lui appena arrivato dal club torinese e che l'aveva già allenata nella Primavera bianconera, fa il suo esordio con la nuova maglia già dalla 1ª giornata di campionato, nella schiacciante vittoria per 10-0 sul neopromosso San Marino.
Il 15 luglio 2022 viene ceduta di nuovo in prestito, questa volta al Sassuolo, sempre in Serie A.
Il 2 febbraio 2024 viene ceduta in prestito alla Fiorentina, sempre in massima serie, fino al termine della stagione.
Il 22 luglio dello stesso anno viene ceduta di nuovo in prestito, questa volta al Napoli, ancora in Serie A. Il 27 aprile 2025 trova la sua prima rete in azzurro e in massima serie, nella gara vinta 2-1 contro la Sampdoria. Il 13 luglio successivo viene riscattata dalla squadra campana.

### Nazionale
Bellucci inizia a essere convocata dalla FIGC dall'ottobre 2015, chiamata in una stage di una selezione Centro Sud di ragazze under 16 e nel novembre dell'anno successivo con la neocostituita selezione under 16 affidata al tecnico federale Massimo Migliorini. Con la prima delle giovanili azzurre nel febbraio 2017 è tra le 20 convocate per il Torneo di Loughborough (presso l'Università di Loughborough) e nel successivo aprile, a Gradisca d'Isonzo, per il Torneo delle Nazioni.
Con il passaggio di Migliorini alla direzione tecnica della under 17, sostituendo Rita Guarino diventata mister della Juventus, gran parte dell'Under-16, tra le quali anche Bellucci, viene inserita in rosa con la squadra che, dopo la doppia amichevole di fine estate con la Grecia, con la prima rete di Bellucci su rigore nella prima delle due, seguita da un'altra contro la Svizzera, disputa le qualificazioni all'Europeo di Lituania 2108. Migliorini la impiega in tutti i sei incontri delle due fasi eliminatorie, dove nella prima fase Bellucci, portando sull'1-1 il risultato con la Finlandia, è determinante per il passaggio del turno, ma dove poi nella fase élite la nazionale fallì l'accesso alla fase finale.
Sempre del 2018 è il suo passaggio alla formazione under 19, inserita in rosa dal tecnico federale Enrico Sbardella con la squadra che affronta le qualificazioni all'Europeo di Scozia 2019.
Bellucci ha fatto il suo esordio nella nazionale maggiore, allenata da Milena Bertolini il 14 giugno 2021 in occasione di un'amichevole contro l'Austria, vinta per 3-2 e con Bellucci schierata per tutto il primo tempo.
Convocata da Tatiana Zorri, esordisce con la nazionale italiana under 23 in occasione dell'amichevole vinta 0-1 contro le pari età della Spagna, il 24 ottobre 2024. Quattro giorni dopo torna in campo per l'amichevole a Coverciano contro la Germania, ove segnerà su calcio di rigore il 2-2 definitivo al 30'.

## Statistiche
Statistiche aggiornate all'11 maggio 2025.

### Presenze e reti nei club
| Stagione        | Squadra         | Campionato      | Campionato | Campionato | Coppe nazionali | Coppe nazionali | Coppe nazionali | Coppe continentali | Coppe continentali | Coppe continentali | Altre coppe | Altre coppe | Altre coppe | Totale | Totale |
| Stagione        | Squadra         | Comp            | Pres       | Reti       | Comp            | Pres            | Reti            | Comp               | Pres               | Reti               | Comp        | Pres        | Reti        | Pres   | Reti   |
| --------------- | --------------- | --------------- | ---------- | ---------- | --------------- | --------------- | --------------- | ------------------ | ------------------ | ------------------ | ----------- | ----------- | ----------- | ------ | ------ |
| 2017-2018       | L.F. Jesina     | B               | ?          | ?          | CI              | ?               | ?               | -                  | -                  | -                  | -           | -           | -           | ?      | ?      |
| 2018-2019       | Juventus        | A               | 3          | 0          | CI              | 1               | 0               | UWCL               | -                  | -                  | SI          | -           | -           | 4      | 0      |
| 2019-2020       | Juventus        | A               | 0          | 0          | CI              | 1               | 1               | UWCL               | -                  | -                  | SI          | 0           | 0           | 1      | 1      |
| 2020-2021       | Empoli          | A               | 19         | 0          | CI              | 4               | 0               | -                  | -                  | -                  | -           | -           | -           | 23     | 0      |
| 2021-2022       | Empoli          | A               | 21         | 0          | CI              | 6               | 0               | -                  | -                  | -                  | -           | -           | -           | 27     | 0      |
| Totale Empoli   | Totale Empoli   | Totale Empoli   | 40         | 0          |                 | 10              | 0               |                    | -                  | -                  |             | -           | -           | 50     | 0      |
| 2022-2023       | Sassuolo        | A               | 22         | 0          | CI              | 2               | 0               | -                  | -                  | -                  | -           | -           | -           | 24     | 0      |
| 2023-gen. 2024  | Juventus        | A               | 4          | 0          | CI              | 2               | 0               | UWCL               | 0                  | 0                  | SI          | 0           | 0           | 6      | 0      |
| Totale Juventus | Totale Juventus | Totale Juventus | 7          | 0          |                 | 4               | 1               |                    | 0                  | 0                  |             | 0           | 0           | 11     | 1      |
| gen.-giu. 2024  | Fiorentina      | A               | 7          | 0          | CI              | 3               | 0               | -                  | -                  | -                  | -           | -           | -           | 10     | 0      |
| 2024-2025       | Napoli          | A               | 23         | 1          | CI              | 4               | 0               | -                  | -                  | -                  | -           | -           | -           | 27     | 1      |
| Totale carriera | Totale carriera | Totale carriera | 99+        | 1+         |                 | 23+             | 1+              |                    | 0                  | 0                  |             | 0           | 0           | 122+   | 2+     |

### Cronologia presenze e reti in nazionale
| Cronologia completa delle presenze e delle reti in nazionale ― Italia | Cronologia completa delle presenze e delle reti in nazionale ― Italia | Cronologia completa delle presenze e delle reti in nazionale ― Italia | Cronologia completa delle presenze e delle reti in nazionale ― Italia | Cronologia completa delle presenze e delle reti in nazionale ― Italia | Cronologia completa delle presenze e delle reti in nazionale ― Italia | Cronologia completa delle presenze e delle reti in nazionale ― Italia | Cronologia completa delle presenze e delle reti in nazionale ― Italia |
| Data                                                                  | Città                                                                 | In casa                                                               | Risultato                                                             | Ospiti                                                                | Competizione                                                          | Reti                                                                  | Note                                                                  |
| --------------------------------------------------------------------- | --------------------------------------------------------------------- | --------------------------------------------------------------------- | --------------------------------------------------------------------- | --------------------------------------------------------------------- | --------------------------------------------------------------------- | --------------------------------------------------------------------- | --------------------------------------------------------------------- |
| 10-4-2021                                                             | Firenze                                                               | Italia                                                                | 1 – 0                                                                 | Islanda                                                               | Amichevole                                                            | -                                                                     | 46’                                                                   |
| 14-6-2021                                                             | Wiener Neustadt                                                       | Austria                                                               | 2 – 3                                                                 | Italia                                                                | Amichevole                                                            | -                                                                     | 46’                                                                   |
| Totale                                                                |                                                                       | Presenze                                                              | 2                                                                     |                                                                       | Reti                                                                  | 0                                                                     |                                                                       |

| Cronologia completa delle presenze e delle reti in nazionale ― Italia under 19 | Cronologia completa delle presenze e delle reti in nazionale ― Italia under 19 | Cronologia completa delle presenze e delle reti in nazionale ― Italia under 19 | Cronologia completa delle presenze e delle reti in nazionale ― Italia under 19 | Cronologia completa delle presenze e delle reti in nazionale ― Italia under 19 | Cronologia completa delle presenze e delle reti in nazionale ― Italia under 19 | Cronologia completa delle presenze e delle reti in nazionale ― Italia under 19 | Cronologia completa delle presenze e delle reti in nazionale ― Italia under 19 |
| Data                                                                           | Città                                                                          | In casa                                                                        | Risultato                                                                      | Ospiti                                                                         | Competizione                                                                   | Reti                                                                           | Note                                                                           |
| ------------------------------------------------------------------------------ | ------------------------------------------------------------------------------ | ------------------------------------------------------------------------------ | ------------------------------------------------------------------------------ | ------------------------------------------------------------------------------ | ------------------------------------------------------------------------------ | ------------------------------------------------------------------------------ | ------------------------------------------------------------------------------ |
| 1-10-2018                                                                      | Balčik                                                                         | Italia under 19                                                                | 4 – 0                                                                          | Bulgaria under 19                                                              | Qual. Europeo under 19 2019                                                    | 2                                                                              |                                                                                |
| 4-10-2018                                                                      | Albena                                                                         | Italia under 19                                                                | 4 – 0                                                                          | Romania under 19                                                               | Qual. Europeo under 19 2019                                                    | 2                                                                              |                                                                                |
| 7-10-2018                                                                      | Albena                                                                         | Portogallo under 19                                                            | 0 – 1                                                                          | Italia under 19                                                                | Qual. Europeo under 19 2019                                                    | -                                                                              |                                                                                |
| 3-4-2019                                                                       | Burton upon Trent                                                              | Svezia under 19                                                                | 0 – 1                                                                          | Italia under 19                                                                | Qual. Europeo under 19 2019                                                    | -                                                                              |                                                                                |
| 6-4-2019                                                                       | Burton upon Trent                                                              | Italia under 19                                                                | 1 – 0                                                                          | Turchia under 19                                                               | Qual. Europeo under 19 2019                                                    | -                                                                              |                                                                                |
| 5-10-2019                                                                      | Siena                                                                          | Italia under 19                                                                | 3 – 1                                                                          | Slovenia under 19                                                              | Qual. Europeo under 19 2020                                                    | -                                                                              |                                                                                |
| 8-10-2019                                                                      | Siena                                                                          | Italia under 19                                                                | 0 – 1                                                                          | Russia under 19                                                                | Qual. Europeo under 19 2020                                                    | -                                                                              |                                                                                |
| Totale                                                                         |                                                                                | Presenze                                                                       | 7                                                                              |                                                                                | Reti                                                                           | 4                                                                              |                                                                                |

| Cronologia completa delle presenze e delle reti in nazionale ― Italia under 17 | Cronologia completa delle presenze e delle reti in nazionale ― Italia under 17 | Cronologia completa delle presenze e delle reti in nazionale ― Italia under 17 | Cronologia completa delle presenze e delle reti in nazionale ― Italia under 17 | Cronologia completa delle presenze e delle reti in nazionale ― Italia under 17 | Cronologia completa delle presenze e delle reti in nazionale ― Italia under 17 | Cronologia completa delle presenze e delle reti in nazionale ― Italia under 17 | Cronologia completa delle presenze e delle reti in nazionale ― Italia under 17 |
| Data                                                                           | Città                                                                          | In casa                                                                        | Risultato                                                                      | Ospiti                                                                         | Competizione                                                                   | Reti                                                                           | Note                                                                           |
| ------------------------------------------------------------------------------ | ------------------------------------------------------------------------------ | ------------------------------------------------------------------------------ | ------------------------------------------------------------------------------ | ------------------------------------------------------------------------------ | ------------------------------------------------------------------------------ | ------------------------------------------------------------------------------ | ------------------------------------------------------------------------------ |
| 31-8-2017                                                                      | Norcia                                                                         | Italia under 17                                                                | 3 – 2                                                                          | Grecia under 17                                                                | Amichevole                                                                     | 1                                                                              |                                                                                |
| 2-9-2017                                                                       | Norcia                                                                         | Italia under 17                                                                | 2 – 0                                                                          | Grecia under 17                                                                | Amichevole                                                                     | -                                                                              |                                                                                |
| 27-9-2017                                                                      | Chiasso                                                                        | Svizzera under 17                                                              | 1 – 2                                                                          | Italia under 17                                                                | Amichevole                                                                     | -                                                                              | 45’                                                                            |
| 23-10-2017                                                                     | Kranj                                                                          | Italia under 17                                                                | 2 – 1                                                                          | Malta under 17                                                                 | Europeo under 17 2018                                                          | -                                                                              |                                                                                |
| 26-10-2017                                                                     | Kranj                                                                          | Slovenia under 17                                                              | 1 – 1                                                                          | Italia under 17                                                                | Europeo under 17 2018                                                          | -                                                                              |                                                                                |
| 29-10-2017                                                                     | Kranj                                                                          | Italia under 17                                                                | 1 – 1                                                                          | Finlandia under 17                                                             | Europeo under 17 2018                                                          | 1                                                                              |                                                                                |
| 9-5-2018                                                                       | Šiauliai                                                                       | Italia under 17                                                                | 0 – 0                                                                          | Spagna under 17                                                                | Europeo under 17 2018                                                          | -                                                                              |                                                                                |
| 12-5-2018                                                                      | Marijampolė                                                                    | Polonia under 17                                                               | 0 – 0                                                                          | Italia under 17                                                                | Europeo under 17 2018                                                          | -                                                                              |                                                                                |
| 15-5-2018                                                                      | Marijampolė                                                                    | Inghilterra under 17                                                           | 4 – 0                                                                          | Italia under 17                                                                | Europeo under 17 2018                                                          | -                                                                              | 63’                                                                            |
| Totale                                                                         |                                                                                | Presenze                                                                       | 9                                                                              |                                                                                | Reti                                                                           | 2                                                                              |                                                                                |

## Palmarès

### Club
- Campionato italiano: 2

Juventus: 2018-2019, 2019-2020
- Coppa Italia: 1

Juventus: 2018-2019
- Supercoppa italiana: 2

Juventus: 2019, 2023